# Sochinsogonia impressipennis
Sochinsogonia impressipennis är en insektsart som beskrevs av Carl Stål 1870. Sochinsogonia impressipennis ingår i släktet Sochinsogonia och familjen dvärgstritar. Inga underarter finns listade i Catalogue of Life.